# Akutagawa Yasushi

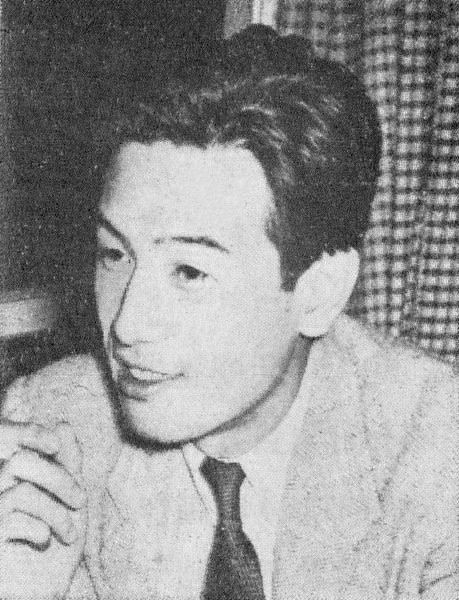
Akutagawa Yasushi

Akutagawa Yasushi (jap. 芥川 也寸志; * 12. Juli 1925 in Tabata, Präfektur Tokio, Japan; † 31. Januar 1989) war ein japanischer Komponist.

## Leben
Er war der dritte und letzte Sohn des Schriftstellers Akutagawa Ryūnosuke und erlernte Kompositionslehre bei Hashimoto Kunihiko und Ifukube Akira an der Tokioter Musikschule (heute: Musikwissenschaftliches Institut der Universität). Zusammen mit seinen Freunden Dan Ikuma und Mayuzumi Toshirō gründete der die Gruppe Sannin no Kai („Gruppe der Drei“).
Er betrat die Sowjetunion 1954 illegal, da Japan noch keine diplomatischen Beziehungen unterhielt, und gewann die Freundschaft von Schostakowitsch, Khachaturian und Kabalewski. Er war der einzige japanische Komponist, dessen Werke in der Sowjetunion offiziell veröffentlicht wurden.
Seine Werke wurden beeinflusst von Strawinski, Schostakowitsch, Prokofjew und Ifukube.
Er war auch bekannt als Moderator von Fernsehshows. Als Erzieher widmete sich der Ausbildung des Amateurorchester Shin Kokyo Gakudan („Das Neue Symphonie Orchester“).
Im Jahr 1978 wurde ihm in der Kategorie Beste Musik der Japanese Academy Award verliehen.
Nach seinem Tod wurde im Jahr 1990 der Akutagawa-Kompositionspreis zu seinem Gedächtnis eingerichtet.

## Werke

### Diskografie (Auswahl)
- Préludes pour orchestre symphonique (1947)
- Trinita sinfonica für Orchester (1948)
- La danse für Piano (1948)
- Musica per orchestra sinfonica (Musik für Symphonieorchester) (1950)
- Ballade für Violine und Piano (1951)
- Triptyque für Streichorchester (1953)
- Prima sinfonia (1954/55)
- Ellora Symphony (1958)
- Opera L'Orphee de Hiroshima (Orpheus in Hiroshima) (1960/67)
- Music for strings no. 1 (1962)
- Ballet-Suite The Spider Web (1968)
- Concerto ostinato für Violoncello und Orchester (1969)
- Rapsodia per orchestra (1971)
- 24 Preludes für Piano (1979)
- Allegro ostinato für Orchester (1986)
- Sounds für Orgel und Orchester (1986)

### Filmografie (Auswahl)
- Das Höllentor (1953)
- Kagi (1959)
- Nobi (1959)